# Ventura Mugártegui Mazarredo
Ventura de Mugártegui y Mazarredo (nacido en Marquina-Jeméin (Vizcaya). el 30 de octubre de 1801, y fallecido en Madrid el 17 de marzo de 1853) fue un químico español.
Se desconocen detalles de su vida. Parece que en 1833 fue nombrado profesor de química industrial en el Conservatorio de las Artes de Valencia,  cargo que dejó en 1844 cuando fue nombrado profesor de química aplicada en el  Conservatorio de Artes de Madrid, desde 1851 Real Instituto Industrial. En 1847 fue nombrado académico fundador de la Real Academia de Ciencias Exactas, Físicas y Naturales.